# Lambon (Sèvre Niortaise)
Pour les articles homonymes, voir Lambon.
Le Lambon est une rivière française du département des Deux-Sèvres en région Nouvelle-Aquitaine, et un affluent gauche de la Sèvre Niortaise.

## Géographie
Le Lambon est un cours d'eau de deuxième catégorie qui prend sa source à La Couarde, dans les Deux-Sèvres, et qui se jette dans la Sèvre Niortaise à Niort. Il traverse l'Étang du Lambon entre Prailles et Vitré et juste à côté du Châteauneuf de Vitré.
De 40,8 km de longueur, son bassin versant est de 108 km2.

## Communes traversées
Dans le seul département des Deux-Sèvres, le Lambon traverse sept communes, :
- dans le sens amont vers aval : Prailles-La Couarde (source), Beaussais-Vitré, Aigondigné, Fressines, La Crèche, Vouillé, Niort (confluence).